# Digitaria enodis
Digitaria enodis är en gräsart som först beskrevs av Eduard Hackel, och fick sitt nu gällande namn av Parodi. Digitaria enodis ingår i släktet fingerhirser, och familjen gräs. Inga underarter finns listade i Catalogue of Life.